# Lia Block
Lia Block (Park City, Utah, 1 oktober 2006) is een Amerikaans rally- en autocoureur. Zij is de dochter van rallycoureur Ken Block. Vanaf 2024 maakt zij deel uit van de Williams Driver Academy, het opleidingsprogramma van het Formule 1-team van Williams.

## Carrière

### Rally
Block begon haar autosportcarrière in de rallysport. In 2021 en 2022 nam zij deel aan de 2WD-klasse van de American Rally Association, waarin zij in 2022 met twee podiumfinishes vijfde werd. In 2023 kwam zij voor het team Block House Racing uit in de O2WD-klasse. Zij won vier van de vijf rally's waar zij aan deelnam en werd zodoende kampioen in haar klasse.
In 2023 reed Block ook in de tweede seizoenshelft van de Extreme E voor Carl Cox Motorsport als vervanger van Christine GZ en als teamgenoot van Timo Scheider. Een vijfde plaats op Sardinië was haar beste resultaat.

### Rallycross
In het seizoen 2023-2024 kwam Block uit in de NEXT-klasse van het Nitrocross Championship voor het team OMSE. Zij won in eerste instantie de tweede race in Jay, maar werd na afloop gediskwalificeerd omdat zij vroeg in de race op een onveilige manier op de baan terugkeerde. Later dat jaar behaalde zij in Chandler haar eerste podiumfinish.

### F1 Academy
In 2024 maakte Block haar debuut in het formuleracing in de F1 Academy bij het team ART Grand Prix. Tevens werd zij opgenomen in de Williams Driver Academy, het opleidingsprogramma van het Formule 1-team van Williams. Twee vierde plaatsen op het Marina Bay Street Circuit waren haar beste race-uitslagen, waardoor zij met 44 punten achtste in de eindstand werd.
In 2025 blijft Block actief in de F1 Academy bij ART.

### Formule 4
Block begon het jaar 2024 in de Formula Winter Series bij het GRS Team, waar zij in de eerste drie raceweekenden actief is. Een 25e plaats op het Circuit Ricardo Tormo Valencia was haar beste resultaat, waardoor zij puntloos op positie 45 in het klassement eindigde. Daarnaast reed zij gedurende het jaar enkele races in zowel het Spaans als het Italiaans Formule 4-kampioenschap.